# Lembois prästgård
Lembois prästgård (finska: Lempäälän pappila) är den före detta kyrkoherdens tjänstebostad i Lembois i det finländska landskapet Birkaland. Prästgårdens huvudbyggnad i timmer uppfördes år 1903 enligt arkitekten Berndt Bloms ritningar. Byggnaden representerar jugendstil och den är en av de mest värdefulla jugendprästgårdarna i Tammerfors stift. Prästgården ägs av Lembois församling.
Det har funnits en prästgård på samma plats sedan 1400-talet. Nuförtiden finns församlingens mötes- och arbetslokaler i Lembois prästgård. Byggnaden har senast restaurerats mellan 2011 och 2012.